# Boguszyce (Dolice)
Boguszyce (deutsch Burghagen) ist ein Wohnplatz in der Woiwodschaft Westpommern in Polen. Er gehört zur Gmina Dolice (Gemeinde Dölitz) im Powiat Stargardzki (Stargarder Kreis).
Der Wohnplatz liegt in Hinterpommern, etwa 50 km südöstlich von Stettin und etwa 25 km südöstlich der Kreisstadt Stargard.
Der Wohnplatz wurde im Jahre 1831 angelegt. Bei der 1823 abgeschlossenen Regulierung der gutsherrlichen und bäuerlichen Verhältnisse (siehe Preußische Agrarverfassung) von Pumptow hatten die bäuerlichen Besitzer die Hälfte ihres Landes an die Gutsherrschaft abgetreten. Zu Bewirtschaftung dieser Flächen ließ der Gutsherr, Heinrich von Burghagen, ein zweites Vorwerk des Gutes anlegen, etwa 2 Kilometer südöstlich von Pumptow am Weg nach Dobberphul. Er ordnete dem Vorwerk 872 Morgen Land zu und ließ ein Wohnhaus, vier weitere Gebäude und nahebei eine Ziegelei errichten. Das Vorwerk erhielt auf seinen Antrag 1832 durch die Regierung den Ortsnamen „Burghagen“, nach dem Namen seiner adligen Familie von Burghagen. Den Antrag hatte er noch kurz vor seinem Tode gestellt, er war von seiner Witwe aufrechterhalten worden, die diese Benennung als „ein ehrendes Anerkenntnis der regen Wirksamkeit ihres verstorbenen Gatten“ wünschte.
Bei der Volkszählung im Deutschen Reich 1871 wurden in Burghagen 5 Einwohner in 1 Wohnhaus gezählt, im Jahre 1910 10 Einwohner. Burghagen gehörte zum Gutsbezirk Pumptow. Später wurde der Gutsbezirk Pumptow in die Landgemeinde Pumptow eingemeindet.
Bis 1945 bildete Burghagen einen Ortsteil der Gemeinde Pumptow und gehörte mit dieser zum Landkreis Pyritz in der preußischen Provinz Pommern.
Nach dem Zweiten Weltkrieg kam Burghagen, wie ganz Hinterpommern, an Polen. Es erhielt den polnischen Ortsnamen „Boguszyce“.